# Mahir Çağrı

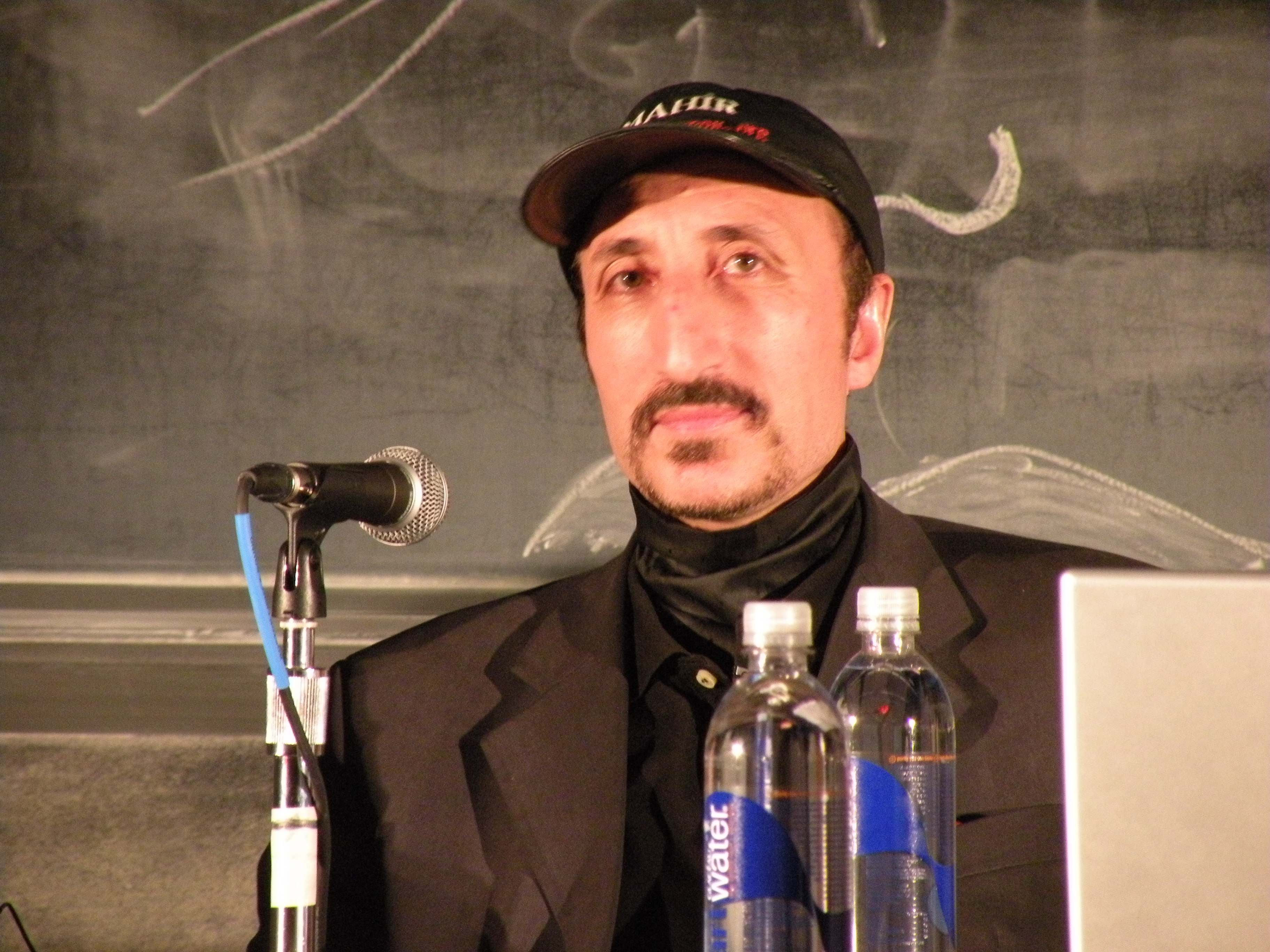
Mahir Cagri na Roflconie 2010

Mahir Çağrı (ur. 1962 w Karsie) – turecka gwiazda internetu, z racji prowadzenia strony internetowej, dzięki której miał rzekomo spotkać miłość swojego życia. Strona pisana łamaną angielszczyzną, pełna dosyć nietypowego humoru zyskała sławę w 1999 roku. Çağrı, był między innymi wyśmiewany oraz parodiowany w "MadTV" kanału telewizyjnego FOX, oraz w "Late Show with David Letterman". Dodatkowo, strona pojawiła się w magazynie komputerowym, w dziale "25 najgorszych stron internetowych wszech czasów" (15 września 2006). Sam Çağrı utrzymuje, że jest pierwowzorem Borata Sagdijewa.